# Беннетт, Майкл (хореограф)
Майкл Беннетт (англ. Michael Bennett, 8 апреля 1943, Буффало, Нью-Йорк, США — 26 июля 1987, Тусон, Аризона, США) — американский танцор, балетмейстер, новатор современного танца, пятикратный обладатель премии «Тони» за лучшую хореографию (1972, 1974, 1976, 1979, 1982 годы) и двукратный за лучшую режиссуру (1972 и 1976 годы). Беннет, в отличие от его более известного современника Боба Фосси, не представлял какой-либо узнаваемый хореографический стиль. Как и Джером Роббинс, которому он пытался подражать, Майкл стремился к единству стиля, но в рамках каждой отдельной работы, в формате предлагаемого сюжета, обстоятельств, персонажей. Его настроение могло быть навеяно современным джазом или классическим балетом, хореография выглядеть романтичной или угловатой, спортивной или неуклюжей в зависимости от ситуации.

## Ранние годы
Майкл Беннетт Дифиджлиа родился в Буффало (штат Нью-Йорк) в семье Сальваторе Джозефа Дифиджлиа, заводского рабочего и Елены (урождённой Тернофф), секретарши. Его отец был выходцем из итальянской семьи, исповедовал католицизм, мать придерживалась иудейских традиций. С раннего детства Майкл изучал танец и хореографию, уже в подростковом возрасте выступал в своей школе. В молодом возрасте исполнял роль Малыша Джона из банды Ракет в ходе европейского тура «Вестсайдской истории». Карьера Майкла на Бродвее началась всего в 18 лет.

## Карьера
Карьеру хореографа начал в 1966 году с мюзикла «Радостный шум» (A Joyful Noise), который показали всего двенадцать раз. В 1967 году последовал ещё один провал — спектакль «Генри, милый Генри» (Henry, Sweet Henry). Первый успех был достигнут только в 1968 году с выходом мюзикла «Обещанья, обещанья» (Promises, Promises). Это шоу выдержало 1281 представление. В следующем году Беннетт ставит танцы для Кэтрин Хепбёрн, исполняющей заглавную роль в мюзикле «Коко» (Coco).
В последующие годы Беннетт работает хореографом в нескольких более или менее популярных проектах, иногда выступая в качестве второго режиссёра. В 1975 году он с огромным успехом выпускает мюзикл «Кордебалет», в котором не только поставил все танцевальные номера, но и выступил в роли режиссёра. Это шоу стало одним из самых успешных в истории Бродвейского театра, выдержав более 6000 представлений, а Майклу Беннетту принесло Пулитцеровскую премию «За лучшую драму» и премии «Тони» за лучшую режиссуру и хореографию (всего же творческий коллектив «Кордебалета» получил 9 премий «Тони»). Позже он утверждал, что успех мюзикла стал помехой его творческому развитию, поскольку многочисленные международные постановки этого представления отнимали у него всё рабочее время на протяжении нескольких лет. Позже, в 1985 году Беннетт станет консультантом при экранизации мюзикла, но вскоре покинет этот проект из-за творческих разногласий. Он всегда стремился к полному контролю над своими работами, а голливудские продюсеры не предоставляли ему столь объёмного влияния.
В последующие годы Майкл Беннетт выпустил ещё несколько музыкальных спектаклей, но большим успехом они не пользовались. Сам он признавал, что после «Кордебалета» любая работа будет регрессом.

## Личная жизнь
Майкл Беннет был бисексуалом и имел многочисленные контакты как с мужчинами, так и с женщинами. Романы с ведущими актрисами из его спектаклей нередко обсуждались прессой. Особенно широко комментировалась связь в конце 1970-х годов с женой французского актёра, своего друга Жан-Пьера Касселя Сабиной. Женщина оставила семью в Париже ради Беннетта, но отношения продолжения не получили. Известна привязанность танцора к алкоголю и наркотикам, что серьёзно влияло на его работоспособность, профессиональные и личные отношения. К началу 1980-х годов у него развилась паранойя: он был уверен, что обязательно станет жертвой Коза ностры из-за своей известности и итальянского происхождения отца. Последний год жизни уже тяжело больной Майкл провёл в Тусоне (Аризона), где получал помощь в медицинском центре штата. Беннетт умер от лимфомы, развившейся на фоне СПИДа, в возрасте 44 лет.